# マッセラーノ
マッセラーノ（伊: Masserano）は、イタリア共和国ピエモンテ州ビエッラ県にある、人口約2,100人の基礎自治体（コムーネ）。

## 地理

### 位置・広がり
| 隣接するコムーネは以下の通り。括弧内のVCはヴェルチェッリ県所属を示す。 - ブルズネンゴ - ブロンツォ (VC) - カザピンタ - カステッレット・チェルヴォ - クリーノ - レッソーナ - ロヴァゼンダ (VC) |